# Big Time Rush (band)
Big Time Rush, även kända under förkortningen BTR, är ett amerikanskt pojkband, bildat i Los Angeles, Kalifornien 2009 under inspelningen av TV-serien med samma namn som består av medlemmarna Kendall Schmidt, James Maslow, Carlos Pena, Jr. och Logan Henderson. Under TV-serien var de kontrakterade för Nick Records, sedan blev de kontrakterade för Columbia Records. 
Big Time Rush sändes på TV mellan den 27 november 2009 till den 25 juli 2013.
De har bland annat samarbetat med kända artister och grupper som Karmin, Miranda Cosgrove, OneRepublic och Snoop Dogg.

## Diskografi

### Album
- BTR
- Elevate
- 24/Seven